# 사드

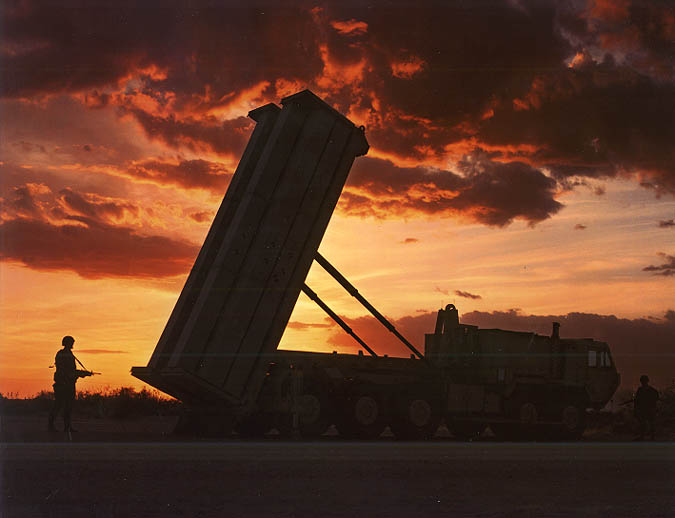
THAAD 미사일 발사대

사드(THAAD)는 미국 육군의 탄도탄 요격유도탄 체계중 하나로 정식 명칭은 종말단계고고도지역방어(終末段階高高度地域防禦, Terminal High Altitude Area Defense)이다. 단거리(SRBM), 준중거리(MRBM), 중거리(IRBM) 탄도유도탄을 종말 단계에서 직격파괴로 요격하도록 설계되었다. 'terminal'은 종말 단계를 의미하며, 개칭 전에는 전구, 전역이란 뜻의 'theater'라 했다. 전역탄도미사일(TBM: theater ballistic missile)이란 사거리 350 km 이상 1500 km 이하인 탄도 미사일(SRBM, MRBM, IRBM)을 말한다.
THAAD의 미사일은 탄두를 싣고 있지 않으며, 충돌의 운동 에너지로 다가오는 미사일을 파괴한다. 운동 에너지를 사용하므로 통상의 탄두를 장착한 탄도유도탄이 폭발할 위험을 최소화하며, 앞부분에 핵을 장착한 탄도유도탄은 운동 에너지의 타격으로 폭발하지 않겠지만 화학 또는 생물학 탄두의 경우 분해되거나 폭발하여 주변을 오염시킬 위험이 있다.
THAAD 시스템은 록히드 마틴이 주계약업자의 역할을 담당하여 설계, 제작, 조립했다. 주요 계약자로는 레이시온, 보잉, 아에로젯, 로켓다인, 허니웰, BAE 시스템스, 오시코시 디펜스, 밀톤CAT, 올리버 캐피털 컨소시움 등이 있다.
THAAD는 원래 미 육군의 프로그램이었지만, 현재는 미사일 방어국의 사업이 되었다. THAAD와 비슷한 프로그램으로는 미해군의 해상발사형인 이지스 탄도미사일 방어시스템이 있으며, 현재 지상에서 발사되는 '이지스 어쇼어(Aegis ashore)'가 있다. THAAD는 2012년에 도입될 예정이었으나, 2008년 5월에 최초로 도입되었다.
대한민국 국방백서에 의하면 "사드(THAAD)는 현존하는 미사일방어체계(MD) 중 가장 요격 성공률이 높은 것으로 평가받고 있다”고 한다.

## 개요
종말비행단계에 돌입한 적의 단거리 및 중거리 탄도미사일을 패트리어트 보다 고고도에서 요격하기 위해서 개발됐다. "전구"(theater)는 미군이 전개되어 있는 일정 전투 구역을 의미하며 사드는 미국 본토 방어와 관계 없이 아태지역, 유럽지역과 같은 전구에 존재하는 지역위협에 대응하기 위한 단거리와 중거리 미사일을 대응하는 요격체계이다.
이전에는 PAC-3형 패트리어트 미사일이 이런 역할을 맡았다. 하지만 PAC-3형 패트리어트 미사일은 비교적 소규모로 전개하기 쉬운 대신, 사거리가 짧기 때문에 고속으로 대기권에 돌입하는 중거리 탄도미사일 등에 대처하기 어렵다는 지적을 받았다. 요격에 성공하더라도 지상에 미치는 피해가 크다는 점도 문제로 지적됐다. 이 때문에 PAC-3형 패트리어트 미사일보다 더 위쪽 고도에서 적의 미사일을 요격하기 위해 개발된 것이 THAAD이다.
THAAD 시스템은 다가오는 미사일을 조준하여 요격미사일을 발사, 파괴 충돌 기술(hit-to-kill-technology)을 이용하여 공중 충돌로 접근하는 탄도미사일을 파괴하는 것을 목적으로 한다.
THAAD 시스템은 스커드 미사일과 같은 단거리와 중거리 전술(theater) 탄도 미사일을 요격하기 위해 개발되었다.
THAAD 시스템은 주계약자인 록히드 마틴 우주 시스템즈 컴퍼니(LMSSC)가 설계하고 제작한다. 그 밖의 주요 참가업체로는 레이시온, 보잉, 로켓다인, 허니웰, BAE 시스템즈가 있다.
개발 예산은 2004년에만 700만 달러가 넘고 총 개발비는 수백억 달러가 넘게 들 것으로 예상된다.

고고도 지역 방어체계

## 개발 연혁
THAAD 미사일 방어 개념은 1987년에 처음으로 제안되었다. 방산업체에 대한 공식적인 제안 요구는 1990년에 있었다. 1992년, 미육군은 록히드 마틴을 THAAD 개발의 주계약자로 선정했다. 실제의 원형 개발에 앞서 AOE(Aero-Optical Effect) 소프트웨어 코드를 개발, 록히드사가 제안한 설계가 의도한 운용상의 기능을 대략적으로 입증하였다. 최초의 THAAD 발사는 1995년 4월에 있었다. 모든 시험발사는 DEM-VAL (Demonstration-Validation)이라는 프로그램 단계에서 있었고, 화이트샌드 미사일 시험장에서 발사되었다. 4회에서 9회까지의 시험발사였던 최초의 6회 요격시험은 실패했다. 첫 번째 목표물 요격 성공은 1999년 6월 10일에 있었다. 시험용 목표물은 헤라 미사일이었다. THAAD 프로그램은 2000년 6월 록히드 마틴의 평가에 의해 Engineering and Manufacturing Development (EMD) 단계로 접어들었다. 2005년 11월 22일, THAAD는 FLT-01 이라고 알려진 첫 번째 EMD 시험비행을 완료했다. 시험비행에 요격대상 목표물은 없었다. 이것은 LMSSC와 고객에게 성공으로 평가 받았다. 2006년 5월 11일, FLT-02 시험비행이 성공했다. 이것은 요격미사일, 발사대, 레이다, 화력관제시스템(FCS: fire control system)을 포함한 전체 THAAD 시스템을 갖춘 첫 번째 시험발사였다. 2006년 7월 12일, FLT-03 시험발사가 성공했다. 살아있는(live) 미사일의 요격에 성공했다. 미군은 2013년 북한 미사일에 대응하기 위해 괌에 알파포대를 처음으로 배치했다. 2015년 3월초 현재 2개 대대를 배치했다. 미국 미사일 방어국은 2014년말 제작사인 록히드 마틴으로부터 4개 대대 분량을 넘겨받았다. 텍사스주 포트 블리스(Fort Bliss)의 1번 대대와 2번 대대는 발사대 3개조로 운영되다가 2014년 6개조로 확충됐다. 미군 당국과 록히드 마틴은 개량형인 THAAD-ER 개발에 착수했다.

## 배치와 각국 상황

### 개발과 배치
THAAD 개발비는 2004년 예산에서 7억 달러 이상이 예상됐다. 총 개발비는 100억 달러 이상이 들어갈 것으로 예상된다. 2008년 5월 THAAD를 갖춘 부대가 텍사스주 포트 블리스(Fort Bliss)에 편성됐고, 2009년부터 본격적인 운용이 예정됐다.

### 대한민국
대한민국은 THAAD와 유사한 L-SAM을 개발 중이다.
주한미군사령관은 2014년 6월 3일 대한민국에 THAAD를 배치할 필요가 있다고 하면서 대한민국 정부와 이에 대해 협의를 시작하겠다고 말했다. THAAD 배치에 대해 중국, 러시아 등이 반대 의사를 표시한 바 있다. THAAD 배치는 핵을 탑재할 가능성이 있는 북한 미사일 대응을 위해 불가피한 조치라는 측면과 미·중 사이에 외교와 관련하여 대한민국 정부에 딜레마를 안겨주는 사안이다. 사드 배치 문제를 둘러싼 한·중간 마찰이 점점 심해지고 있는 가운데, 중국 외교부는 "소국(小國)이 대국(大國)에 대항해서 되겠냐, 너희 정부가 사드 배치를 하면 단교 수준으로 엄청난 고통을 주겠다"고 중국의 입장을 표명했다. 2017년 10월 30일, 중화인민공화국과 대한민국은 THAAD 배치로 인해 붕괴된 관계를 정상화하기로 합의했다.

### 일본
일본은 2003년 조선민주주의인민공화국의 미사일 공격에 대비한 기본적인 청사진을 완성했다. 그에 근거하여 지금까지 체계적으로 필요한 무기체계를 획득하였으며, 2017년까지 1차적인 방어능력을 구비한다는 목표이다. 그 결과 일본은 현재 PAC-3 17개 포대, SM-3 미사일을 장착한 구축함 4척, 자체 개발한 FPS-3와 FPS-5 레이다와 미국의 X-Band 레이다도 2식(式, 시스템의 단위)을 보유하고 있다. 앞으로 SM-3 미사일을 장착한 이지스함 4척을 추가하며, 미국과 공동으로 개발하여 온 요격 고도 500km의 SM-3 Block IIA도 2017년까지 완성하여 2018년경에는 군부대가 인계받도록 되어 있다.
2009년 조선민주주의인민공화국의 미사일 발사 이후 THAAD 도입을 검토한다는 마이니치신문의 보도가 나왔지만, 방위성은 구체적으로 도입을 검토하지 않고 있다고 발표했다.

## 전세계의 사드
2018년 기준으로, 미국 사드, SM-3와 러시아판 사드인 S-400을 배치하거나, 배치할 나라들은 다음과 같다.
 중화인민공화국2014년 9월, S-400 2개 포대 30억 달러 구매계약, 6개 포대 계획중
 대한민국L-SAM, 2016년 7월 13일 사드 1개 포대 배치 결정, 사드는 총 3개 포대
 북한2012년 번개 6호 최초 공개, S-400 국산화
 튀르키예2017년 S-400 구매계약
 인도2015년 S-400 구매하기로 결정
 사우디아라비아2017년 10월 S-400 구매계약
 벨라루스2011년 9월 2개 포대 구매계약
 폴란드2010년 7월 3일, SM-3 배치 협정 체결
 루마니아2016년 5월 12일, 이지스 어쇼어 개소식
 시리아2015년 S-400 배치, 러시아는 처음엔 부인
 이란S-300은 이미 구매했는데, S-400은 여러 가지 보도가 혼재

## 구성

### 유도탄
THAAD 유도탄 본체는 1단식의 고체 로켓 부스터로 이뤄져 있다. 추력편향 노즐로 날아가는 방향을 조정해가며 초속 2,500m까지 가속한다. 미사일의 사거리는 대략 125 마일(200 km)에 이르며, 최대 93마일(150 km)의 고도까지 도달할 수 있다.
THAAD 유도탄은 패트리어트 PAC-3와는 다르게 폭발성 탄두를 장착하지 않는다. 히트투킬 기술을 이용한 충돌(colliding)에 의해 적의 미사일을 파괴한다. 탄두로 탑재된 요격체(KKV)는 적외선으로 유도되는 운동에너지탄이다. 대기권 밖에서 로켓 부스터에서 떨어져나간 뒤 적 미사일을 적외선 화상 '시커'(seeker, 목표탐색장치)로 포착한다. 그후 탄두에 부착된 10개의 추진기로 궤도와 자세를 바꿔가며, 표적의 최적부위를 명중시킨다.
THAAD 유도탄은 앨라배마주 트로이 근처의 록히드 마틴 파이크 카운티 조립 공장에서 조립된다. 그 곳에서는 THAAD 유도탄에 대한 최종적인 시스템통합, 조립, 시험이 이루어진다.
초기에 공개된 사드 외형을 살펴보면, 사드 미사일을 45도로 발사했을 경우, 최대 사거리는 900 km로 추정된다.

### 포대(battery)
THAAD의 지상 시스템은 스스로 움직이거나 트레일러에 실려 움직이는 이동식이다. 1개 포대는 X밴드 레이다인 AN/TPY-2(종말형)와 6개 발사대, 발사대당 8개의 요격미사일로 구성된다. 미사일을 발사한 후 다음 발사를 준비하는 데까지도 30분 이상이 걸린다.

### THAAD 레이다

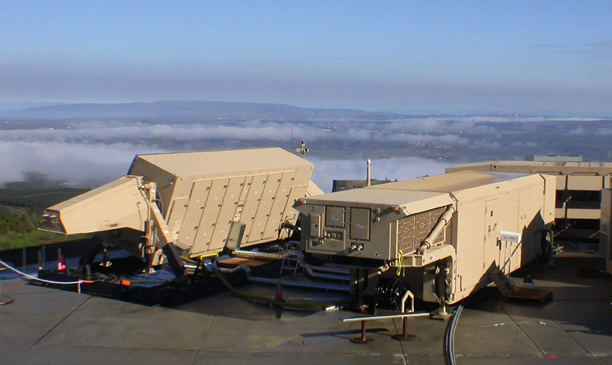
사드 레이다인 AN/TPY-2 레이다. 레이다는 미사일 요격체계에서 빠져선 안되는 탐지 자산이다.

AN/TPY-2는 지상 배치형 레이다로, 1,000 km거리를 탐지할 수 있는 고성능 레이다다. 미사일 방어 체계인 사드의 일부 장비이며, 원거리에 위치한 탄도체를 탐지하는 장비다. 한반도에 배치 되는 사드는 요격용으로 600 km 거리를 탐지한다.
2006년 1월 31일, 대한민국 정부는 지상 통제 장치로 탐지 거리가 500km에 달하는 ‘그린파인’ 레이다 3대와 요격용 애로 2 미사일 36기를 한 세트로 구입하려고 한다고 매일경제가 단독 보도했었다. 2009년 보도에 따르면, 이스라엘의 슈퍼 그린파인 레이다, 미국의 FBX-T 사드 레이다, 프랑스의 M3R 레이다 중 하나를 도입할 것이라고 한다. 2005년 경기도 용인시에 대한민국 최대의 레이다 연구소가 세워졌다. 삼성 탈레스 종합연구소이다. 삼성 탈레스는 프랑스 탈레스와 삼성이 50대 50의 지분으로 설립한 회사이다. 삼성 탈레스는 이후 한화그룹에 인수되어 현재 해당 연구소는 한화시스템 종합연구소이다.
- 슈퍼 그린파인 레이다: 이스라엘, 탐지거리 900 km, 실전배치중. 애로우 미사일. 이스라엘은 애로우를 포기하고 미국의 THAAD를 선택하려고 한다는 보도가 있었다.
- AN/TPY-2 레이다: 미국, 탐지거리 1000 km,[25][26] (THAAD 요격모드 600 km)
- M3R 레이다: 프랑스, 탐지거리 300 km

#### THAAD 레이다 스펙
- 레이다: AN/TPY-2
- 주파수: X 밴드
- 전진배치용 탐지거리: 1,000Km[27][28]
- 종말요격용 탐지거리: 600Km
- 제조국가:  미국

#### 탐지거리
- 전진배치용: 1,000Km[29][30]
- 종말요격용: 600Km

시어도어 포스톨 매사추세츠공대(MIT) 교수와 조지 루이스 코넬대 선임연구원은 사드의 TPY-2 레이다 전진배치 모드의 탐지거리가 3,000 km를 넘는다고 분석했다.
2008년 6월 1일, 미국 미사일방어국(MDA) 부국장인 패트릭 오라일리(Patrick O'Reilly) 육군 소장은 미국 알래스카주 주노(Juneau)에 임시 배치된 사드 레이다(AN/TPY-2)에 관해 지역 언론(JuneauEmpire)과의 인터뷰에서 "1억 달러(약 1,137억 원)가 넘는 이 레이다는 1,800마일(약 2,897km)이 넘는 탐지거리를 가졌으며, 단거리 미사일 추적을 위해 만들어졌다"고 밝혔다. 패트릭 오라일리는 이후에 미사일방어국 국장인 육군 중장으로 승진했다.
사드를 전진배치 모드에서 종말요격 모드로 변경하는데는, 소프트웨어 등 여러 가지가 바뀌기 때문에, 8시간이 걸린다.
2006년 THAAD의 AN/TPY-2 레이다가 일본 아오모리현(青森県)의 주일미군 샤리키(車力) 기지에 배치되었다. 탐지거리 3,000 km를 구글지도에서 확인하면, 이미 2006년부터 미군은 중국 거의 전역을 감시중임을 알 수 있다. 샤리키 기지에서 베이징은 2,000 km 떨어져 있다. 2006년부터 2017년까지 10년 넘게 중국은 일본이나 미국에 항의하지 않았다.
2014년 12월, 일본 교토의 주일미군 교가미사키 기지에 AN/TPY-2 레이다가 배치되었다. 교가미사키 기지에서 베이징은 1,700 km 떨어져 있다. 중국에 더 가까워졌다. 역시 구글지도로 확인하면, 탐지거리 3,000 km인 경우, 중국 거의 전역이 탐지된다. 역시 중국은 일본과 미국에 항의한 적이 없다. 이미 미국은 2006년부터 중국 거의 전역의 항공기와 미사일을 실시간 감시중이었기 때문에, 한국 주한미군에 사드가 배치된다고 크게 달라지는 게 없다. 그런데 일본과 미국에는 항의도 보복도 없는데, 한국에는 레이다 전파가 베이징 상공을 커버한다면서, 대규모 경제보복중이다. 설치는 주한미군이 했는데, 미국에는 아무런 경제보복도 없다.

## 사드 개량형

### 데이터링크
2019년 말, 주한미군은 사드 개량형 배치를 한국에 통보했다. 새로운 장비가 들어오는 것은 아니고, 소프트웨어 업그레이드를 하는 것이다.
현재의 사드는 미군과 한국군의 패트리어트와 연동되지 않고 있다. 따라서, 북한이 탄도 미사일을 동시에 10발 발사했을 경우, 각 지역에 배치된 패트리어트와 사드가 연동되지 않아서, 북한 탄도 미사일 하나에 여러발의 요격 미사일이 중복 발사되어, 다른 탄도 미사일을 놓칠 수 있는데, 이제 새로운 소프트웨어 업그레이드로 각 지역의 패트리어트와 사드가 연동된다.
문제는, 한국군의 천궁과도 연동이 되어야만 중복 발사를 피할 수 있는데, 이에 대한 보도가 없는 것을 보면, 아직 연동이 안 되는 것으로 추정된다.

### 발사대
성주에 배치된 사드는 발사대 차량이 유선으로 연결되었는데, 이를 무선으로 교체한다. 그동안 사드 레이더는 서울을 보호하지만, 사드 미사일은 성주에서 발사되면 서울 방어가 힘든 문제가 있었다. 그런데, 이번 무선 연결로 발사대 차량 하나를 평택미군기지에 배치하면, 서울을 제대로 보호할 수 있게 된다.
미국 정부는 이번 사드 성능 개선에 10억달러(약 1조1800억원)를 배정했다. 이 비용은 한국 뿐만 아니라 미 본토와 괌에 배치된 것 등 미군이 보유한 7개 사드 포대 전체를 대상으로 한 것이다.

## IRBM 요격
2017년 5월 14일, 북한은 IRBM 화성 12호를 최초로 시험발사했다. ICBM이라는 분석도 있었지만, 북한 정부는 화성 14호가 최초의 ICBM이라며, 평양에서 발사 성공 축제도 열었기 때문에, 화성 12호는 IRBM이다. 마하 17의 속도가 관측되었다. 사드 요격이 가능한 최대 속도 마하 15를 넘어서기 때문에 우려가 제기되었지만, 사드가 가장 요격하기 좋은 고도인 100km 구간에선 마하 13∼14 수준이라는 게 한국 국방부 설명이다.
2017년 7월 11일, 미국 미사일방어국은 최초로 IRBM을 사드로 요격하는데 성공했다. 동영상을 유투브에 공개했다. 2005년부터 시작된 사드 시험발사는 13회까지 모두 SRBM만을 요격했으며, 이번 14회 시험발사에서 최초로 IRBM을 요격했다. 14회 모두 100% 요격에 성공했다. IRBM은 사거리 3000-5500 km 인 탄도 미사일을 말하며, 속도는 중국 DF-26의 경우 마하 18 정도이다. 이번 시험발사로 사드가 전세계에서 유일하게 IRBM을 요격하는 무기체계라는 점을 입증했다. 패트리어트는 SRBM만 요격할 수 있으며, IRBM 요격은 불가능하다고 알려져 있다. ICBM을 요격하는 GBI 미사일은 미국이 수출한 적이 없으며, 시험발사 성공률도 55%에 불과해 미완성인 요격체계로 알려져 있다. S-300으로 유명한 러시아도, IRBM을 요격하는 동영상을 전세계에 공개한 적은 없다.
ICBM은 최대 사거리가 5500 km 이상인 탄도 미사일을 말하지만, 최소 사거리는 2000 km 정도 된다. 북한에서 남한은 사거리 2000 km로서, ICBM으로 공격하기에는 무리가 있다. 물론 이론상, 고각 발사라는 방법이 있기는 하다. IRBM은 최대사거리가 3000-5500 km인 탄도 미사일로서, 최초사거리는 수백 km로서, 북한이 부산 등 남한 후방의 한미 군사기지를 공격하는데 사용할 수도 있다. 패트리어트, 천궁 등으로는 IRBM의 요격이 불가능하거나 불충분하다고 알려져 있다. 무엇보다도, 패트리어트, 천궁으로 IRBM을 요격하여 동영상을 공개한 적이 없다.
북한의 IRBM은 무수단 미사일이 유명하며, 30-50발 정도 보유한 것으로 한미 정보당국은 파악하고 있다. 사드 1개 포대는 1개의 레이다, 6개-9개의 미사일 발사 트럭으로 구성되며, 미사일 발사대는 8개의 미사일을 탑재한다. 성주에 6개 발사대를 배치하면, 48발의 무수단 미사일을 요격할 수 있다. 그러나 북한이 최근 북극성 2호, 화성 12호 등 새로운 IRBM을 시험발사했기 때문에, 향후에는 사드 1개 포대로는 수량이 부족할 것으로 추정된다. 스커드 미사일로 유명한 SRBM은 기존의 패트리어트, 천궁 포대가 요격한다. 사드용 IRBM인지 패트리어트용 SRBM인지는, 고도와 속도로 쉽게 구별할 수 있다.
최대사거리 1000-3000 km인 탄도미사일을 MRBM이라고 하는데, 사드 미사일 수량으로 보면, 한미 군당국은 MRBM은 패트리어트로 요격이 가능하다고 판단하는 것으로 보인다.
2017년 기준으로 북한은 SRBM 스커드 미사일 800발, MRBM 노동 미사일 300발, IRBM 무수단 미사일 50발 정도를 보유하고 있는 것으로, 한미 군당국은 추정하고 있다.
북한의 SRBM을 요격하기 위해, 한국은 독일 중고 패트리어트 PAC-2 8개 포대(발사대 6대 x 미사일 4발), 신형 패트리어트 PAC-3 1개 포대(발사대 8개 x 미사일 16발), 천궁 PIP 8개 포대(발사대 4대 x 미사일 8발) 등 대략 580발의 요격 미사일을 배치해 한국형 미사일 방어체제을 구축 중이다. 스커드 노동 1100발에 비해 절반 정도인데, 현무-2 미사일 수백발로 선제타격하는 킬 체인으로 나머지 스커드 노동을 제거할 계획이다.

## 같이 보기
- THAAD
- J/FPS-5
- J/FPS-3
- SSPARS
- 해상 기반 X-밴드 레이다
- 대한민국의 사드 배치 논란
- 중국의 사드 보복
- 애로우 미사일
- GBI 미사일
- 록히드 PLV
- 패트리어트 미사일
- HQ-19 - 중국판 THAAD
- 한한령(限韓令, 금한령) - 중국의 보복조치
- SSADM

### DEM-VAL 테스트 프로그램
- THAAD 첫 번째 요격 성공, 1999년 6월 10일
- THAAD 두 번째 요격 성공, 1999년 8월 2일

### EMD 테스트 프로그램
- 요격 발사 실험, 2005년 11월 22일
- 통합시스템 비행 테스트, 2006년 5월 11일
- THAAD 요격 비행, 2006년 7월 12일